# Nässjö
Nässjö è una città della Svezia, capoluogo del comune omonimo, nella contea di Jönköping. Ha una popolazione di 16.463 abitanti (Censimento 2005).

## Storia
La città di Nässjö è stata per lungo tempo soltanto un villaggio rurale dove l'agricoltura ricopriva il ruolo di attività principale. Il cambiamento radicale avvenne al momento della costruzione del Sistema Ferroviario Nazionale.
La Linea Meridionale, linea principale del sud del paese, completata nel 1864, passa infatti attraverso la città. Più tardi, altre linee ferroviarie furono inaugurate, e Nässjö, data la sua posizione strategica nel paese, divenne un importante crocevia. La linea diretta a Katrineholm fu aperta nel 1874, seguita dall'inaugurazione della linea Oskarshamn lo stesso anno; la linea per Halmstad fu inaugurata nel 1882; la linea per Kalmar nel 1914.

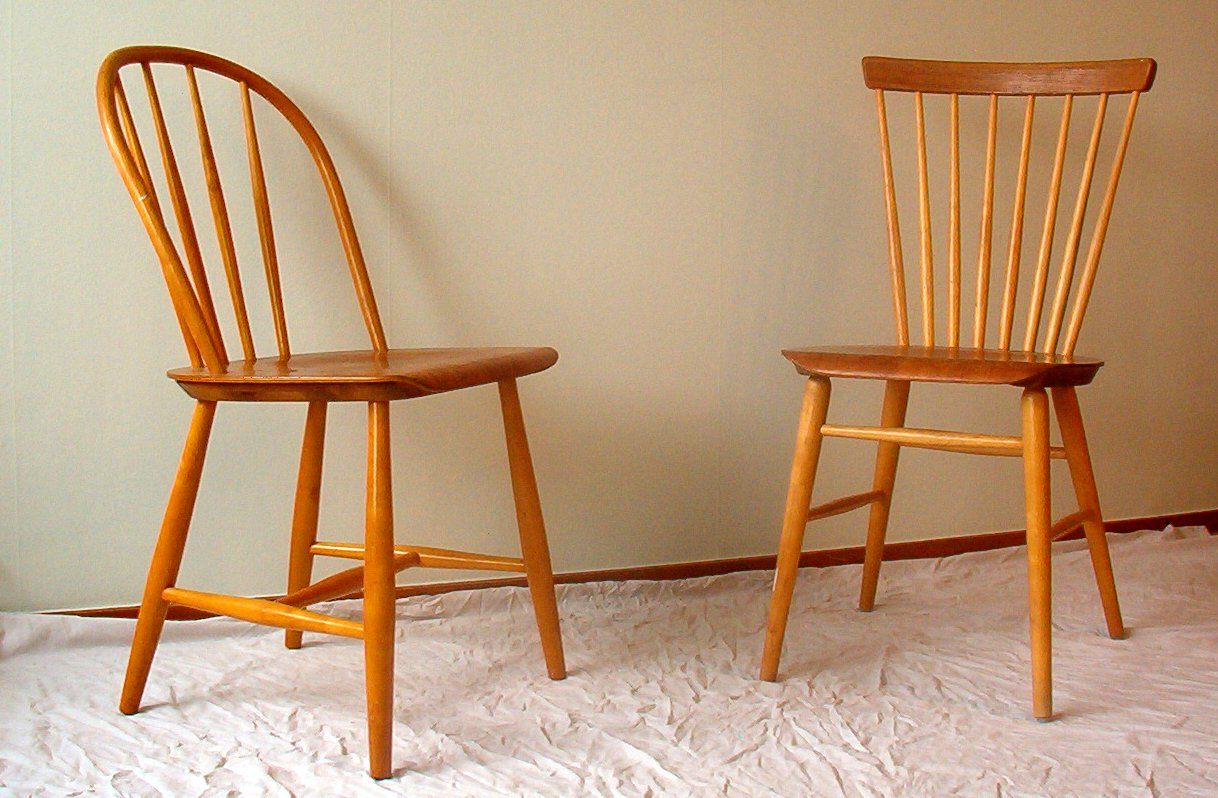
Sedia Windsor Svedese

Conseguenzialmente molte industrie si spostarono a Nassjo e la popolazione incrementò. Le industrie più importanti erano le industrie del legno, dato che la provincia in cui la città è situata, Småland, è ricca di foreste. Tali industrie sorsero infatti proprio nel periodo in cui fu industrializzata la produzione delle sedie in legno (vedi Windsor chair).
Nässjö cercò di ottenere lo status ufficiale di città, che le fu riconosciuto nel 1914. Dal 1971 è invece divenuta sede del più vasto Comune di Nässjö.
La popolazione della città ha continuato a crescere durante il ventesimo secolo. Negli anni 40 di quest'ultimo, infatti, fu avviata la produzione di attrezzi per il fuoco, e l'industria "Eldon AB" fu per lungo tempo la più grande della città.

## Sport

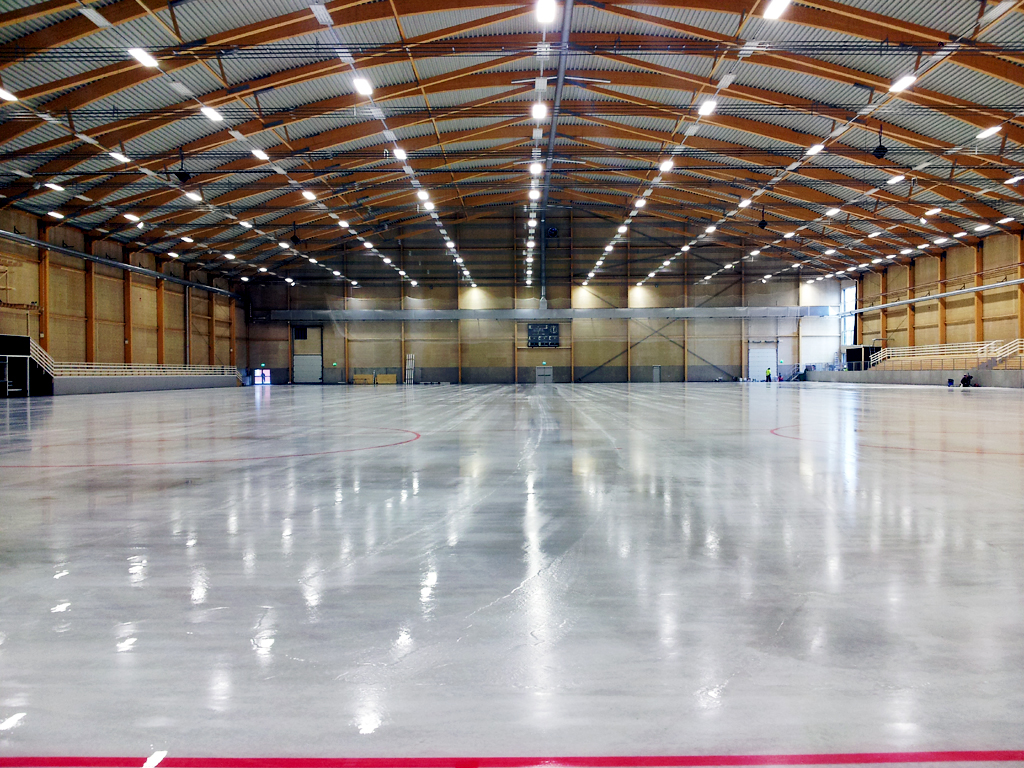
Stadio di bandy (Stinsen Arena)